# 28342 Haverhals
28342 Haverhals este o planetă minoră (asteroid), cu un diametru de 5,717 km, din centura de asteroizi. A fost descoperită pe 19 martie 1999 la Stația Anderson Mesa de Lowell Observatory Near-Earth-Object Search. 
Obiectul prezintă o orbită caracterizată de o semiaxă mare de 2,9313032 UAi, o excentricitate de 0,06, o înclinație de 2,8509 ° în raport cu ecliptica.